# Warsaw Philharmonic: the 1st Concert in the Rebuilt Hall
Warsaw Philharmonic: the 1st Concert in the Rebuilt Hall (1955) – album z archiwalnymi nagraniami z 21 lutego 1955, z otwarcia działalności Filharmonii Narodowej po odbudowaniu budynku po II wojnie światowej, w wykonaniu skrzypaczki Wandy Wiłkomirskiej i Orkiestry Filharmonii Narodowej pod dyrekcją Witolda Rowickiego. To początek cyklu wydawnictw archiwalnych Warsaw Philharmonic Archive. Płyta obejmuje wykonania takich utworów jak: „Uwertura koncertowa »Bajka«” Stanisława Moniuszki, „I Koncert skrzypcowy op. 35" Karola Szymanowskiego i „Koncert na orkiestrę” Witolda Lutosławskiego. Remastering wykonali laureaci nagrody Grammy – Andrzej Sasin i Aleksandra Nagórko, a płytę 23 lutego 2015, 60 lat po wydarzeniu, wydała oficyna Warner Classics. Album otrzymał nagrodę Fryderyk 2016 w kategorii Album Roku – Muzyka Symfoniczna i Koncertująca.

## Lista utworów
1. The National Anthem / Hymn państwowy
2. The official speach of Włodzimierz Sokorski, Minister of Culture and Art / Przemówienie Ministra Kultury i Sztuki Włodzimierza Sokorskiego
3. The official speach of Jarosław Iwaszkiewicz, President of The Fryderyk Chopin Society / Przemówienie Prezesa Towarzystwa im. Fryderyka Chopina Jarosława Iwaszkiewicza
4. Concert Overture ‘Fairy Tale’ / Uwertura koncertowa ‘Bajka’ (1847-1848)
5. Violin Concerto No. 1, op. 35 / I Koncert skrzypcowy op. 35 (1916)
6. I. Intrada
7. II. Capriccio notturno e arioso
8. III. Passacaglia, toccata e corale